# Aleksiej Guszczin
Aleksiej Pietrowicz Guszczin (ros. Алексей Петрович Гущин, ur. 5 stycznia 1922 w Aleksandrowce, zm. 14 grudnia 1986 w Moskwie) – radziecki strzelec sportowy (Rosjanin). Złoty medalista olimpijski z Rzymu.
Zawody w 1960 były jego jedynymi igrzyskami olimpijskimi. Specjalizował się w strzelaniu z pistoletu dowolnego z 50 metrów i w 1960 zwyciężył w tej konkurencji. Indywidualnie był wicemistrzem świata w tej konkurencji w 1958 i zajął drugie miejsce na mistrzostwach Europy w 1959. W 1958 i 1962 był również mistrzem świata w drużynie.
W 1960 został odznaczony Orderem Czerwonego Sztandaru Pracy.